# 51 Lake
51 Lake är en sjö i provinsen Alberta i Kanada. Sjön ligger i kommunen (specialized municipality) Wood Buffalo som är nära nog obefolkad, med en invånare per kvadratkilometer. Namnet 51 Lake kommer från att sjön ligger vid mile 251 längs Northern Alberta Railways bana till Fort McMurray.